# 가시마촌 (히로시마현)
가시마촌(일본어: 神島村)은 일본 히로시마현 누마쿠마군에 설치되었던 촌이다. 현재의 후쿠야마시에 해당한다.